# فرد مارتن (فنان)
فرد مارتن (بالإنجليزية: Fred Martin)‏ هو فنان أمريكي، ولد في 1927 في سان فرانسيسكو في الولايات المتحدة.